# Pseudoaricia borsippa
Pseudoaricia borsippa är en fjärilsart som beskrevs av Hans Fruhstorfer 1934. Pseudoaricia borsippa ingår i släktet Pseudoaricia och familjen juvelvingar. Inga underarter finns listade i Catalogue of Life.